# Planococcus lilacinus
Planococcus lilacinus är en insektsart som först beskrevs av Cockerell 1905.  Planococcus lilacinus ingår i släktet Planococcus och familjen ullsköldlöss. Inga underarter finns listade i Catalogue of Life.